# Tervel
Tervel (en búlgaro: Хан Тервел; fl. 675-721), también llamado Tarvel, Terval o Terbelis en algunas fuentes bizantinas, fue el emperador de los búlgaros a principios del siglo VIII. En 705 recibió el título de César que fue un precedente en la historia. Probablemente fue cristiano como su abuelo el kan Kubrat. Después de que el ejército búlgaro derrotara a los árabes en el sitio de Constantinopla en 718, Tervel fue llamado por los contemporáneos el Salvador de Europa.
Según la Nominalia de los kanes de Bulgaria Tervel pertenecía al clan Dulo y reinó por 21 años. Según la cronología desarrollada por Moskov (Imennik), Tervel habría reinado de 695–715. Otras cronologías colocan su reinado en 701–718 o 700–721, pero no puede conciliarse con el testimonio del Imennik. El testimonio de las fuentes y algunas tradiciones posteriores permiten identificar a Tervel como el hijo y heredero de su predecesor Asparukh, que había muerto en una batalla contra los jázaros.

## Alianza con Justiniano II

Bulgaria durante el reinado Tervel. La expansión territorial de 705 puede verse en el mapa.

Tervel es mencionado por primera vez en las fuentes bizantinas en 704, cuando él fue visitado por el depuesto y exiliado emperador bizantino Justiniano II. Justiniano consiguió el apoyo de Tervel para un intento de restauración en el trono bizantino, a cambio de amistad, regalos, y su hija en matrimonio. Con un ejército de 15 000 jinetes proporcionados por Tervel, Justiniano pronto avanzó sobre Constantinopla y logró entrar en la ciudad en 705. El restaurado emperador ejecutó a sus suplantadores, los emperadores Leoncio y Tiberio III, junto a muchos de sus seguidores. Justiniano concedió a Tervel con muchos regalos, el título de kaisar (César), que lo puso en segundo lugar después del emperador y el primer gobernante extranjero en la historia de Bizancio en recibir este título, y una concesión territorial en el noreste de Tracia, una región llamada Zagoria. Ya sea que Anastasia la hija de Justiniano estaba casada con Tervel como se había convenido aun se desconoce.
Solamente tres años después, sin embargo, cuando Justiniano II consolidó su trono él violó este acuerdo y comenzó con las operaciones militares para recuperar el territorio cedido pero el kan Tervel derrotó a los bizantinos en la Batalla de Anquialo (cerca de la actual Pomorie) en 708. En 711, frente a una rebelión seria en Asia Menor, Justiniano volvió a buscar la ayuda de Tervel, pero solamente fue apoyado con un ejército de 3000 hombres. Superado por el emperador rebelde Filípico, Justiniano fue capturado y ejecutado, mientras que a sus aliados búlgaros se les permitió retirarse a su país. Tervel tomó ventaja de los desórdenes en Bizancio e incursionó en Tracia en 712, saqueando hasta las cercanías de Constantinopla.
Dada la información cronológica del Imennik, Tervel habría muerto en 715. Sin embargo, el cronista bizantino Teófanes el Confesor atribuye a Tervel un papel en un intento de restaurar al depuesto emperador Anastasio II en 718 o 719. Si Tervel había sobrevivido todo ese tiempo, él habría sido el gobernante búlgaro que llegó a la firma de un nuevo tratado (confirmando el tributo anual que pagaban los bizantinos a Bulgaria, las concesiones territoriales en Tracia, regulación de las relaciones comerciales y el trato a los refugiados políticos) con el emperador Teodosio III en 716. Sin embargo, en otra parte Teófanes registra el nombre del gobernante búlgaro que llegó a la firma del tratado de 716 como Kormesios, es decir, el eventual sucesor de Tervel Kormesij. Es probable que el cronista atribuya los eventos de 718 o 719 a Tervel simplemente porque este era el apellido de un gobernante búlgaro que estaba familiarizado con él, y que sus fuentes habían permanecido en silencio acerca del nombre, como en su relato del sitio de Constantinopla. Según otra teoría Kormesios fue autorizado por Tervel para firmar el tratado. 
La mayoría de las investigaciones coinciden en que fue durante la época de Tervel cuando el famoso relieve en roca del Caballero de Madara fue creado como un monumento a las victorias sobre los bizantinos, para honrar a su padre Asparukh y como expresión de la gloria del estado búlgaro.

## Guerra con los árabes en 717-718 y eventos posteriores

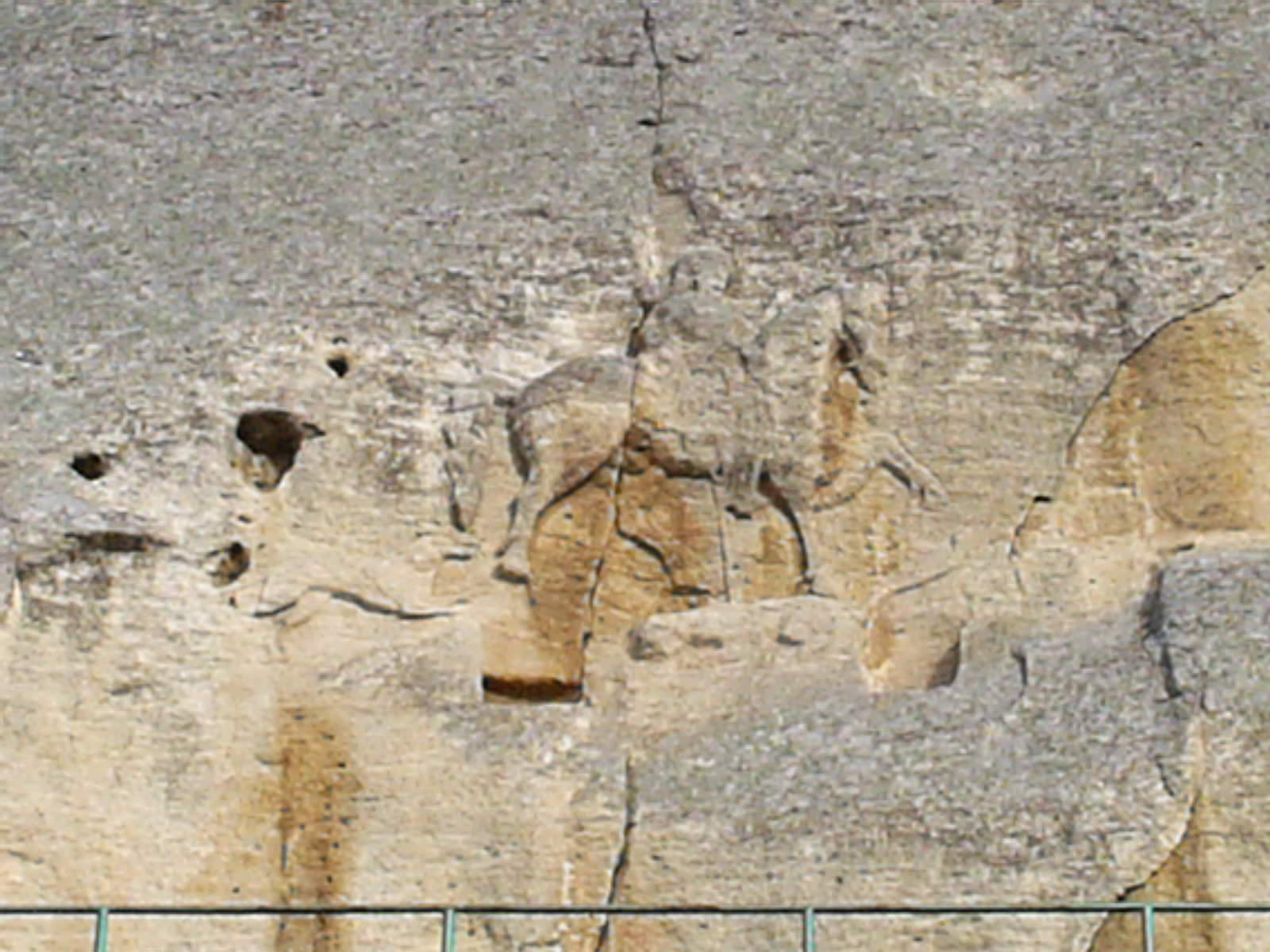
El Caballero de Madara.

El 25 de mayo 717 León III el Isaurio fue coronado emperador de Bizancio. Durante el verano de ese mismo año los árabes liderados por Maslama cruzaron los Dardanelos y sitiaron Constantinopla con 200.000 hombres. Según fuentes árabes su flota estaba compuesta por 2.500 barcos.
León III hizo un llamado de ayuda a Tervel, basándose en el tratado de 716 y acordado por Tervel. El primer enfrentamiento entre los búlgaros y los árabes terminó con una victoria búlgara. Durante las primeras etapas del asedio los búlgaros aparecieron en la retaguardia musulmana y gran parte de su ejército fue destruido y el resto fue capturado. Los árabes construyeron dos trincheras alrededor de su campamento frente al ejército búlgaro y los muros de la ciudad. Los árabes persistieron con el asedio a pesar del severo invierno con 100 días de nevadas. En el verano de 718 los árabes se enfrentaron a los búlgaros en una batalla decisiva, pero sufrieron una aplastante derrota y tuvieron que abandonar el sitio. Según Teófanes, los búlgaros sacrificaron unos 22.000 árabes en la batalla, mientras que Sigeberto cuenta que fueron 30.000. La victoria búlgara-bizantina de 718 y la victoria del rey franco Carlos Martel en la batalla de Tours detuvieron la invasión musulmana en el interior de Europa. El kan Tervel fue llamado el Salvador de Europa por sus contemporáneos.
En 719 Tervel tuvo que interferir en los asuntos internos del Imperio bizantino cuando el depuesto emperador Anastasio II pidió su ayuda para recuperar el trono. Tervel le proporcionó 360.000 monedas de oro y le envió soldados. Anastasio marchó hacia Constantinopla, pero su población se negó a cooperar. Mientras tanto León III envió una carta a Tervel en la que le pidió respetar el tratado y preferir la paz a la guerra. Debido al hecho de que Anastasio fue abandonado por sus seguidores, el gobernante búlgaro accedió a las súplicas de León III y rompió relaciones con el usurpador. Él también envió a León III a muchos de los conspiradores que habían buscado refugio en Pliska.

## Matrimonio
Tervel pudo haber estado casado con Anastasia, la hija del emperador Justiniano II y su primera esposa Eudoxia.